# Indigofera kurtzii
Indigofera kurtzii är en ärtväxtart som beskrevs av Carl Ernst Otto Kuntze. Indigofera kurtzii ingår i släktet indigosläktet, och familjen ärtväxter. Inga underarter finns listade i Catalogue of Life.